# Druga Strona Lustra
Druga Strona Lustra – polski zespół grający muzykę reggae. Powstał w 2002 roku. Tworzą go Jarosław "Maxim" Szklarczyk oraz Zygmunt "Zigi" Tomala. 
We wrześniu 2005 roku nakładem wytwórni W Moich Oczach ukazał się singel "Fundamental/Propaganda", a w lutym 2006 album "Język Żywiołów". Warstwę instrumentalną albumu wzbogaciła sekcja dęta zespołu Bakshish. W ramach promocji "Języka Żywiołów" zespół zagrał kilkadziesiąt koncertów, w tym na największych polskich festiwalach muzyki reggae, gościł na antenach stacji radiowych i telewizyjnych.
W 2006 roku utwór "Płonę" zasilił kompilacyjny album czołowych polskich artystów reggae "Far Away From Jamaica".
W roku 2007 muzycy postanowili zastąpić ideę sound-systemowego grania na rzecz prawdziwych instrumentów, dzięki czemu powstał Maxim Jammin Band - zespół instrumentalistów, wspomagających Drugą Stronę Lustra na koncertach.
W tym także roku utwór "Selekta" znalazł się na płycie Tabu Duby. 8 września 2008 roku ukazał się drugi album zatytułowany "Maxim Jammin".

## Dyskografia
- Druga Strona Lustra - Fundamental/Propaganda (singel, 2005)
- Druga Strona Lustra - Język Żywiołów (LP, 2006)
- V.A. - Far Away From Jamaica (LP, 2006)
- Druga Strona Lustra - Maxim Jammin (LP, 2008)

## Skład koncertowy
- Jarosław "Maxim" Szklarczyk - wokal
- Zygmunt "Zigi" Tomala - wokal
- Magdalena Rakowska - wokal ( Maxim Jammin Band )
- Szymon Klimkiewicz - gitara basowa ( Maxim Jammin Band )
- Tomasz "Młody" Mańkowski - perkusja ( Maxim Jammin Band )
- Dawid "Maniek" Mańkowski - gitara ( Maxim Jammin Band )

### Sound System
- Jarosław "Max" Szklarczyk - wokal, elektronika
- Zygmunt "Zigi" Tomala - wokal
- Bartłomiej "Breff" Sołtysiewicz - wokal